# Ketip
Ketip is een bestuurslaag in het regentschap Pati van de provincie Midden-Java, Indonesië. Ketip telt 2154 inwoners (volkstelling 2010).